# Tasiocera attenuata
Tasiocera attenuata är en tvåvingeart som beskrevs av Alexander 1926. Tasiocera attenuata ingår i släktet Tasiocera och familjen småharkrankar. Inga underarter finns listade i Catalogue of Life.